# Giulio Prunai
Giulio Prunai (Siena, 18 gennaio 1906 – Firenze, 12 settembre 2002) è stato un archivista italiano e Soprintendente archivistico per la Toscana.

## Biografia
Figlio di Giuseppe, impiegato al Monte dei Paschi e capitano della Croce rossa che ebbe la medaglia d'oro per la sua attività durante il terremoto di Messina. La madre Maria Masi (1876-1945), anch'essa impegnata nella Croce Rossa, fu insignita della medaglia d'argento per la sua attività nell'Ospedale militare di Siena. Vice presidente della Associazione femminile di Mutuo Soccorso, era donna di cultura, conosceva l'inglese e dava lezioni di italiano alle signore inglesi. Il nonno Arnoldo Prunai (1846-1917) era uno scultore e collaborò con Tito Sarrocchi. Combatté nella terza guerra di Indipendenza con il Corpo Volontari Italiani guidato da Garibaldi. Era presidente della Società di Mutuo Soccorso fra gli Operai Senesi.

## Vita professionale
Studia al Liceo Piccolomini e si laurea alla facoltà di Giurisprudenza di Siena. Dal 1930 collabora con articoli, notizie e recensioni al Bullettino senese di storia patria. Nel 1934 inizia a lavorare all'Archivio di Stato di Firenze e alla fine del 1935 viene trasferito all'Archivio di stato di Siena. 

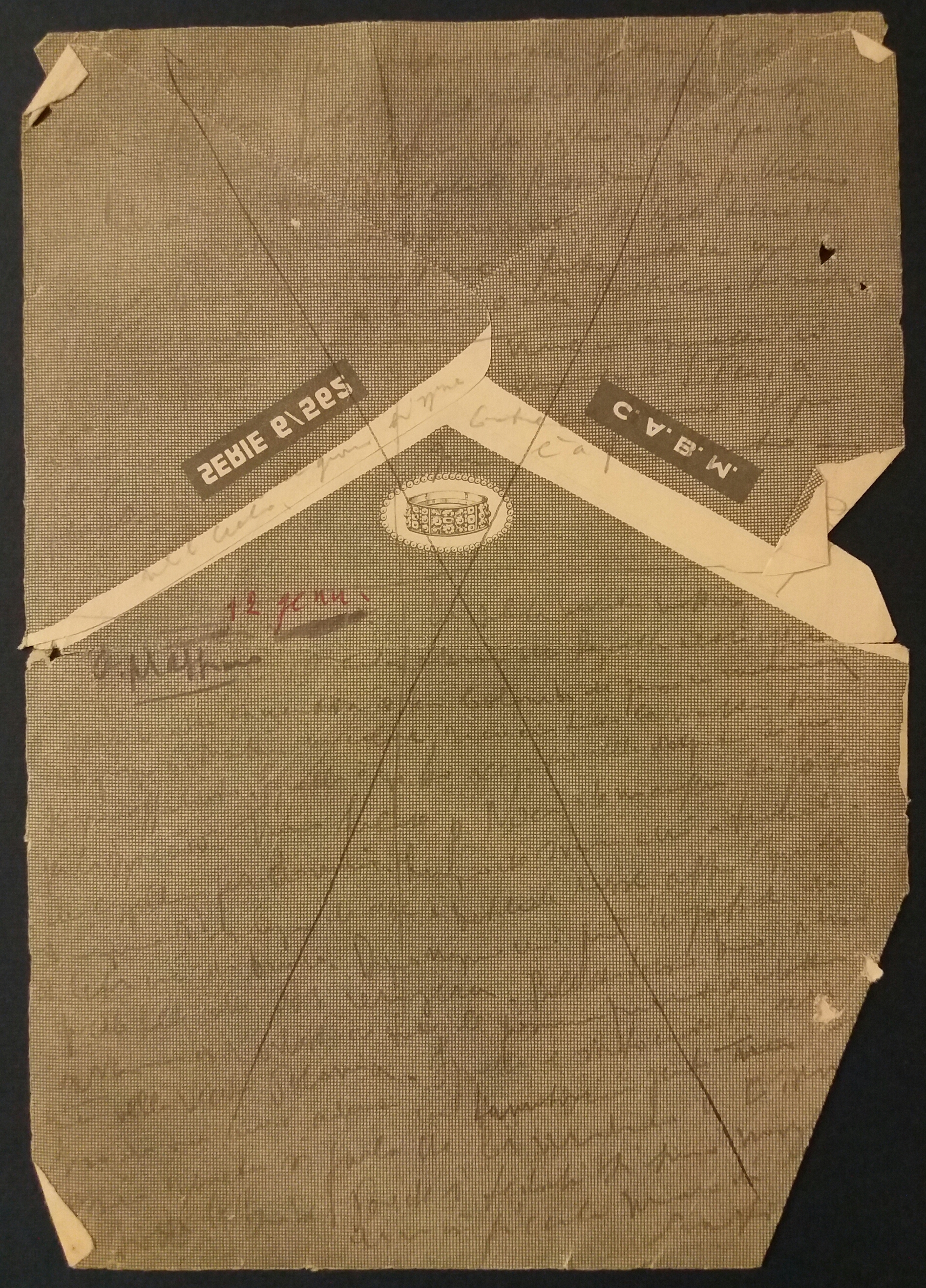
Busta usata per scrivere il diario

Richiamato alle armi nel febbraio del 1943 presso il Comando militare marittimo italiano in Francia con il grado di Tenente di Vascello, è fatto prigioniero dai tedeschi il 9 settembre 1943, viene internato in vari lager della Polonia e della Germania. A fine della guerra fa ritorno a Siena il 5 settembre 1945.
A seguito di concorso, diviene Sovrintendente archivistico per la Toscana nel 1954. Prende servizio a Firenze nel mese di novembre di quello stesso anno. Nel 1956 si trasferisce a Firenze con tutta la famiglia. Negli anni 1957-1958 è anche direttore ad interim della sezione dell'Archivio di Stato di Livorno.  Manterrà l'incarico di sovrintendente fino a tutto il 1971 anno in cui è collocato a riposo.

## Alluvione di Firenze
Essenziale il suo ruolo nel salvataggio di numerosi archivi pubblici e privati a seguito dell'alluvione di Firenze. Grazie alla sua attività furono recuperati e salvati numerosi archivi anche sconosciuti: "nonostante lo scarso personale, consistente in soli due funzionari e otto aiutanti, e grazie anche ai numerosi volontari, la Soprintendenza Archivistica dette vita a un’operazione straordinaria di salvataggio che mise in luce l’importanza delle sue funzioni, a tutela e salvaguardia di tutto il patrimonio di memoria prodotta dalla comunità civile e non solo di quella appartenente allo Stato".
Di particolare rilievo la circolare inviata da Prunai sul corretto metodo di intervento per salvaguardare il materiale che consentì di intervenire nel modo corretto per la salvaguardia degli archivi. Nei mesi successivi avviò il censimento degli archivi che avevano subito danno; ne risultarono 180 nella città di Firenze e moltissimi nel resto della Toscana.

## Intitolazioni
La Soprintendenza archivistica e bibliografica della Toscana gli ha intitolato il 15 novembre 2016 la Biblioteca a ricordo della sua azione di tutela e salvaguardia degli archivi soprattutto durante l’alluvione del 1966.

## Onorificenze
- Diploma d'onore al combattente per la libertà d'Italia 1943-1945, come internato militare non collaborazionista in data 6.8.1984[14]
- Ispettore archivistico onorario dal 1.1.1979[15]

## Opere
- Giulio Prunai, Notizie e documenti sulla servitù domestica nel territorio senese : Sec. VIII-XVI, Siena, Tip. Lazzeri, 1936.
- Giulio Prunai, Le carte Gabrielli-Marchesi, Roma, Libreria dello Stato, 1948.
- Giovanni Cecchini e Giulio Prunai (a cura di), Chartularium studii senensis : Vol. I (1240-1357), Siena, Regia Università di Siena, 1942.
- Giovanni Cecchini e Giulio Prunai (a cura di), Arte degli speziali di Siena : Breve degli speziali (1356-1542), Siena, Stabilimenti Arti Grafiche Lazzeri, 1942.
- Giulio Prunai, Le pergamene dell'Archivio di stato di Catanzaro, Roma, La libreria dello stato,, 1950.
- Giulio Prunai, Un archivio maremmano da salvare : le carte dell'Ufficio dei fossi e delle coltivazioni di Grosseto, Roma, Libreria dello stato, 1951.
- Giulio Prunai, I notai senesi del 13. e 14. secolo e l'attuale riordinamento del loro Archivio, Siena, Accademia degli Intronati, 1954.
- Giulio Prunai, Statuti dei comuni di Monastero S. Eugenio (1352), Monteriggioni (1380) e Sovicille (1383), Firenze, L. S. Olschki, 1961.
- anno: 1961-1963, Guida-inventario dell'Archivio di Stato di Livorno, a cura di G. Merli e Giulio Prunai, Siena,Roma, Tipografia La Galluzza.
- Giulio Prunai, Carte mercantili dei Piccolomini nel diplomatico fiorentino, Milano, Giuffre, 1962.
- Giulio Prunai (a cura di), Firenze : Repubblica (sec. 12.-1532) ; Granducato Mediceo (1532-1737) ; Reggenza Lorenese (1737-1765) ; Granducato Lorenese (1765-1808, 1814-1861) ; Governo Francese (1807-1808), Milano, Giuffre, 1967.
- Soprintendenza archivistica per la Toscana, Gli archivi storici dei comuni della Toscana, a cura di Giulio Prunai, Roma, Soprintendenza archivistica per la Toscana, 1963.
- Giulio Prunai, Guido Pampaloni e Nello Bemporad (a cura di), Il Palazzo Tolomei a Siena, Firenze, Cassa di risparmio di Firenze, 1971.
- Giulio Prunai, La sboba. Diario dell’internato militare n. 30067 dall’8 settembre 1943 al 5 settembre 1945, a cura di maria Prunai Falciani, Firenze, Polistampa, 2021..

Tutte le sue opere in WorldCat